# Sri-Kurinchikumaran-Tempel

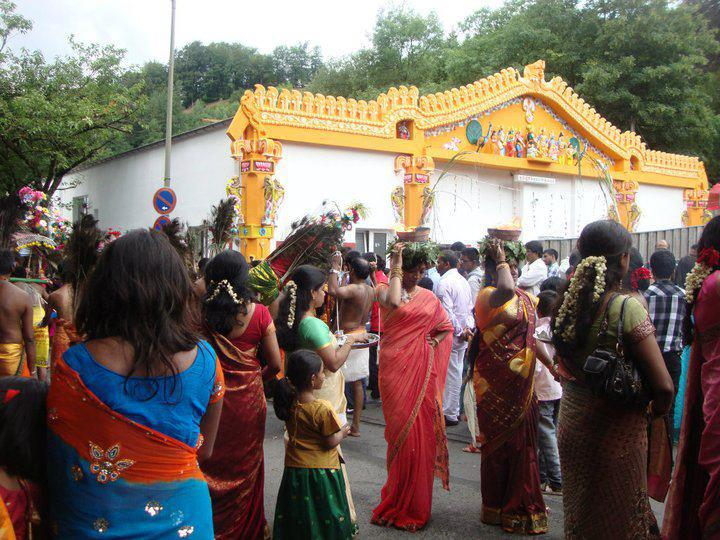

Der Sri-Kurinchikumaran-Tempel ist ein hinduistischer Tempel in Gummersbach. Der Tempel wurde 2008 fertiggestellt und ist nach dem Sri-Kamadchi-Ampal-Tempel Hamm der flächenmäßig größte hinduistische Tempel Deutschlands. Namensgebend ist die Gottheit Murugan.
Koordinaten: 51° 1′ 21,1″ N, 7° 34′ 23,4″ O